# Joaquim Furnó i Abad
Joaquim Furnó i Abad (Barcelona, 1832 - ibídem, 1918) fou un gravador català format a l'escola de la Llotja, a Barcelona, al costat d'Antoni Roca i Sallent, amb qui després emparentaria. Amplià estudis a París (1861-64). Passà també una època a Madrid abans de tornar i esdevenir un dels millors gravadors calcogràfics catalans de la segona meitat del segle xix, i a la seva mort els materials del seu taller, on n'hi havia també d'Antoni Roca, així com nombrosos dibuixos d'artistes de l'època per a il·lustrar llibres, passaren a la Biblioteca de Catalunya, on constituïren un fons fonamental sobre la història del gravat i el llibre catalans.